# Dreifaltigkeitskirche (Holzhausen)

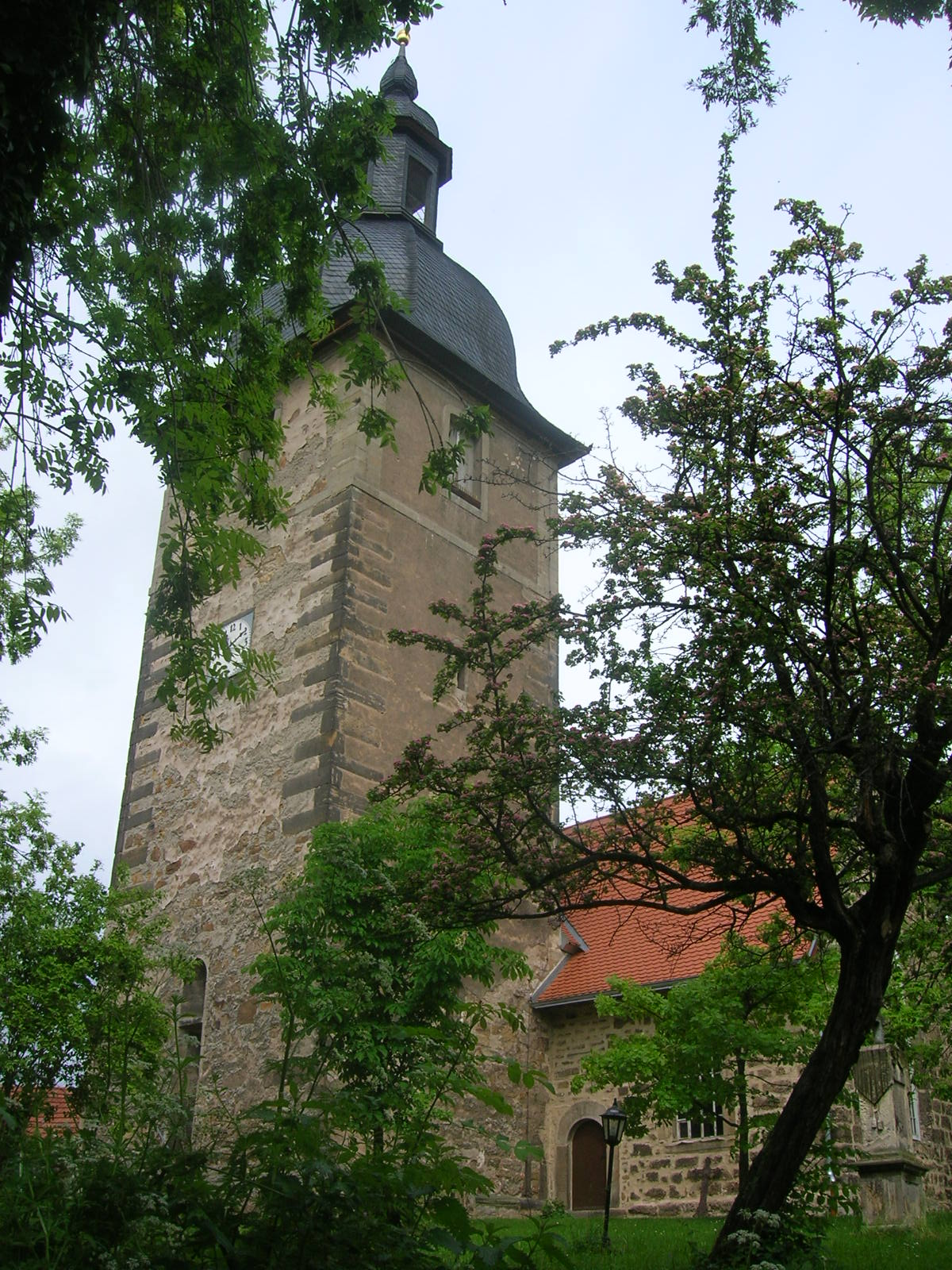
Kirche Holzhausen

Die Dreifaltigkeitskirche ist die evangelische Dorfkirche von Holzhausen im thüringischen Ilm-Kreis. Sie gehört zum Pfarramt Ichtershausen-Holzhausen im Kirchenkreis Arnstadt-Ilmenau der Evangelischen Kirche in Mitteldeutschland.

## Geschichte

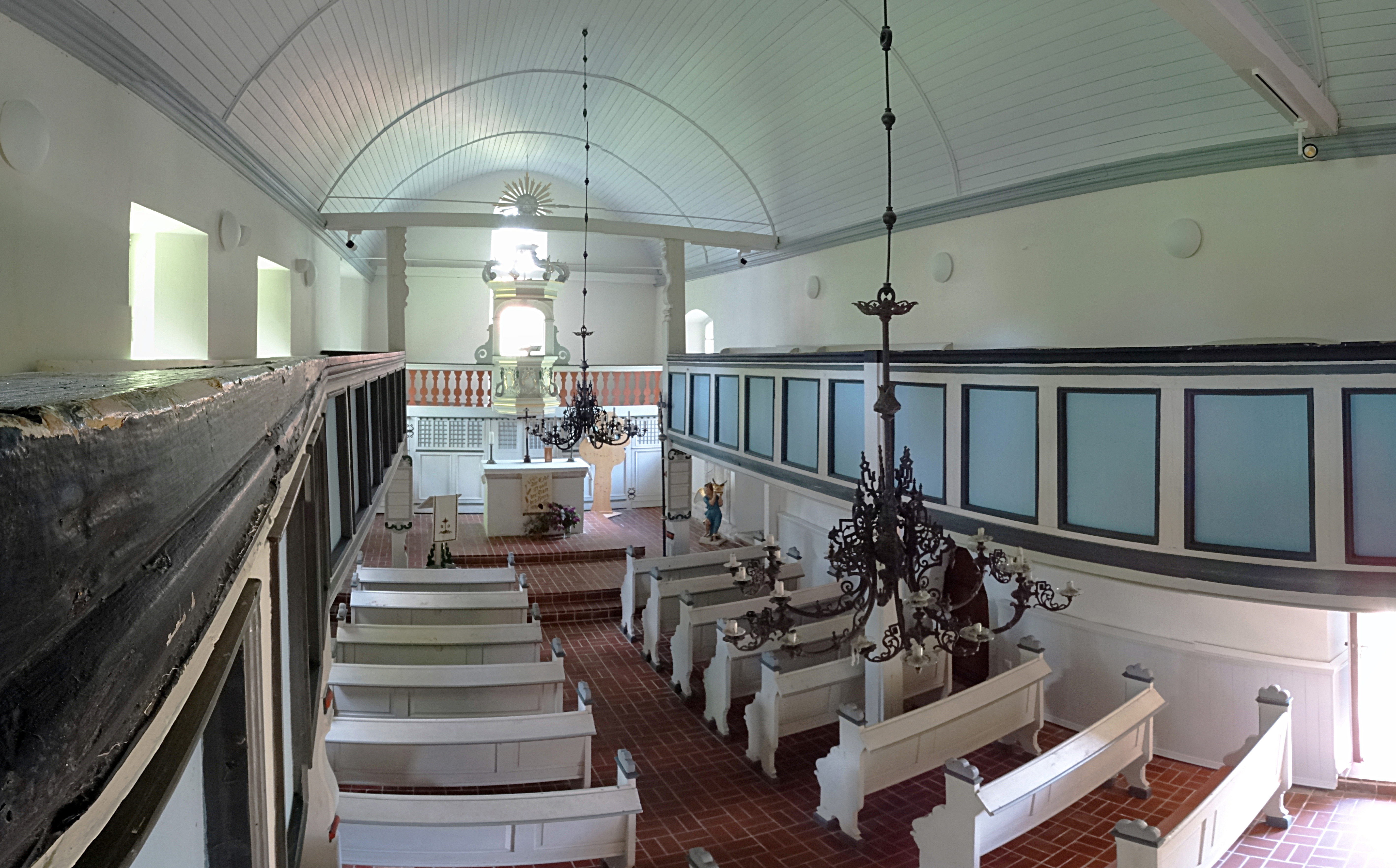
Innenraum-Panorama

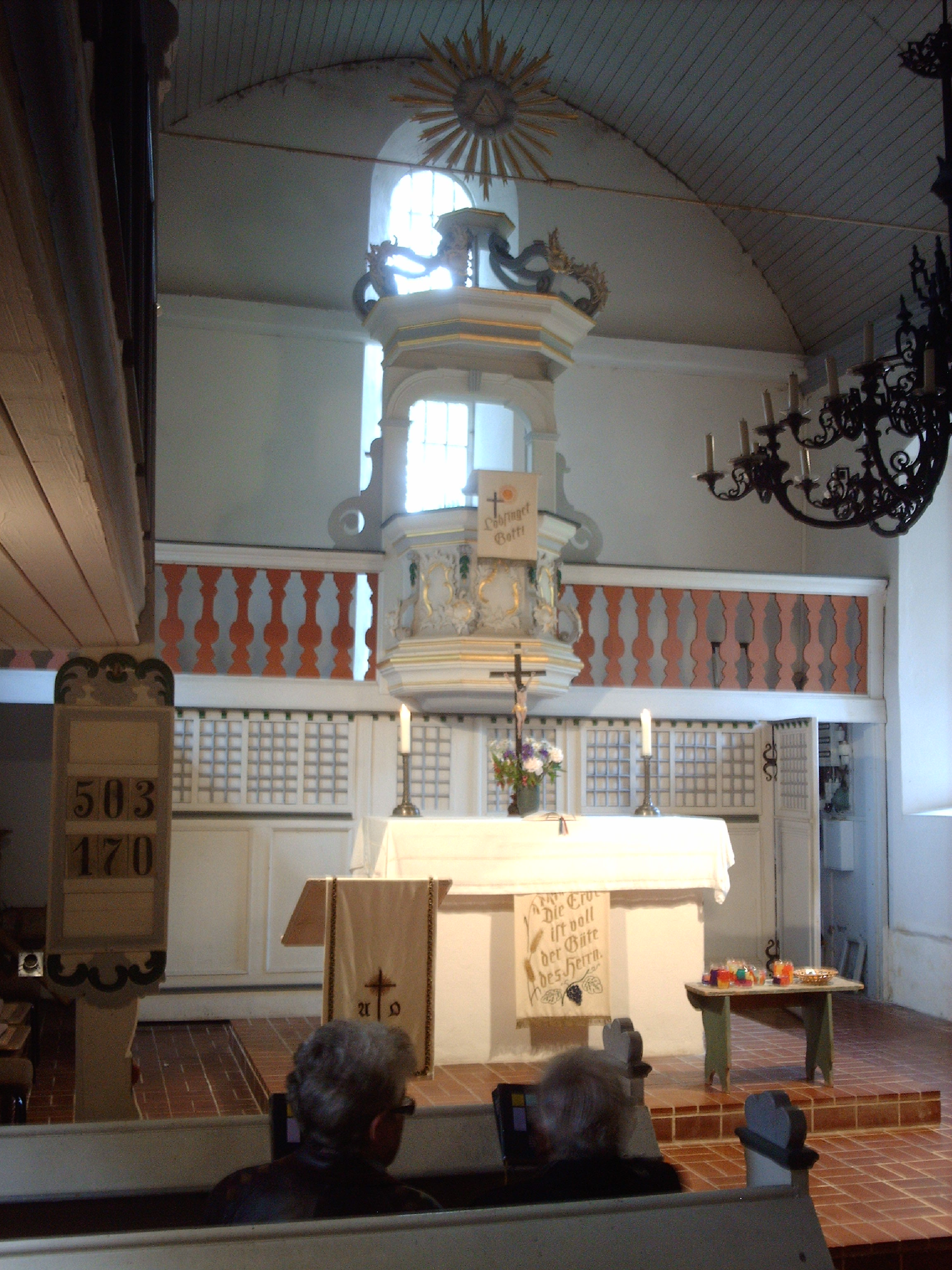
Kanzelaltar

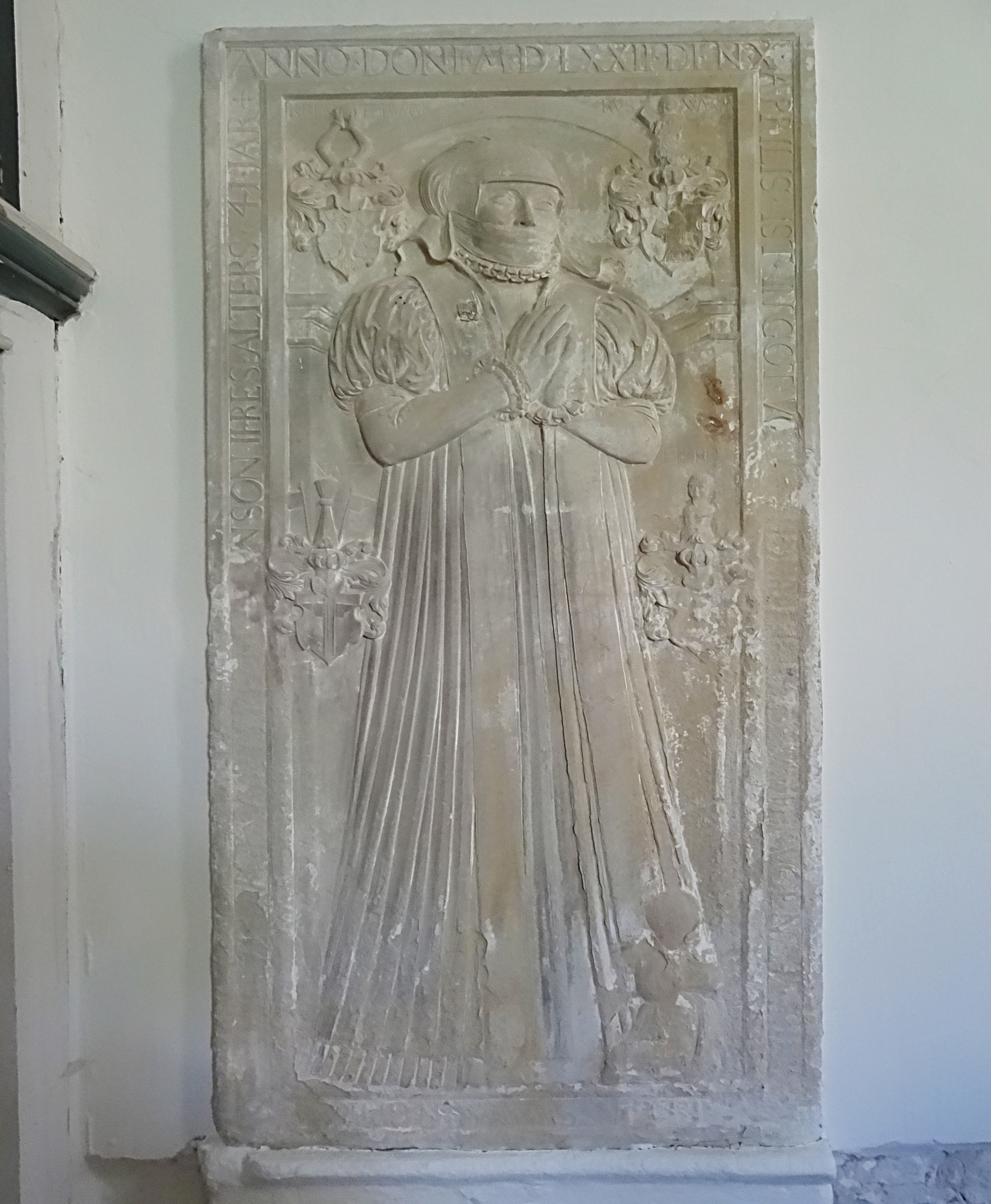
Grabplatte von 1572

Die um 1480 errichtete Kirche hieß bis zur Reformation St.-Wigbert-Kirche. Spitzbogige Fensterelemente an Turm und Kirchenschiff verweisen auf diese Zeit. Im 16. und 17. Jahrhundert wurde die Kirche mehrfach umgebaut, z. B. 1646, um die Kriegseinwirkungen zu beseitigen. In der zweiten Hälfte des 18. Jahrhunderts wurde sie im Stil des Rokoko überarbeitet. Dabei kamen 1788 die noch heute existierenden Emporen in die Kirche sowie die Orgel von 1798.
Die Emporen liefen in zwei Geschossen hinten um die Kanzel herum. Ebenfalls aus dem 18. Jahrhundert stammt der Kanzelaltar. Er ähnelt denen der Kirchen in Sülzenbrücken und Haarhausen. Wie in diesen beiden Orten krönt ihn das Symbol der heiligen Dreifaltigkeit.
Der Turm wurde 1818 aufgestockt, mit einer Haube versehen und hat eine Höhe von 39 m. Die Kirchhofsmauer weist Zeichen einstiger Wehrhaftigkeit auf. Schmiedeeiserne Grabkreuze aus dem 17. und 18. Jahrhundert stehen zum Teil noch an ursprünglicher Stelle, aber auch an Sammelstellen. Neben den Grabkreuzen findet man mehrere Grabmale aus der Empirezeit. Im Inneren der Kirche sind an der Nord- und Südseite Grabplatten von 1566 und 1572 angebracht, die für zwei Damen von der Wachsenburg stehen sollen. Eine wurde 1818 beim Einbau eines rechteckigen klassizistischen Fensters beschädigt.
Um das Jahr 1970 zeigte der Kirchturm große Löcher, und das Dach war beschädigt. Mit dem unentgeltlichen Einsatz vieler Bürger und mit der Unterstützung durch Sponsoren wurde der Turm 1974 eingerüstet, das Kirchendach 1975 neu gedeckt und zu Pfingsten 1977 die Kirche wieder in Besitz genommen.
Die Kirche birgt mehrere Taufsteine: Einer aus dem 18. Jahrhundert wird von einem Engel getragen. Ein weiterer stand jahrelang zweckentfremdet als Blumenkübel auf dem Friedhof, bis man ihn im Westteil der Kirche aufstellte, neben einen in den Fußboden eingelassenen Grabstein mit sehr altem Wappen. Ein dritter ist als Taufstein nicht eindeutig bestimmt. Er steht in der unteren Turmkammer, die zur Hälfte unter dem Erdboden liegt. Als die Kirche noch Kapelle war, sollen hier am Taufstein, der in die Mauer eingelassen ist, Taufen vorgenommen worden sein, indem man das von außen einfließende Taufwasser benutzte.

## Ausstattung

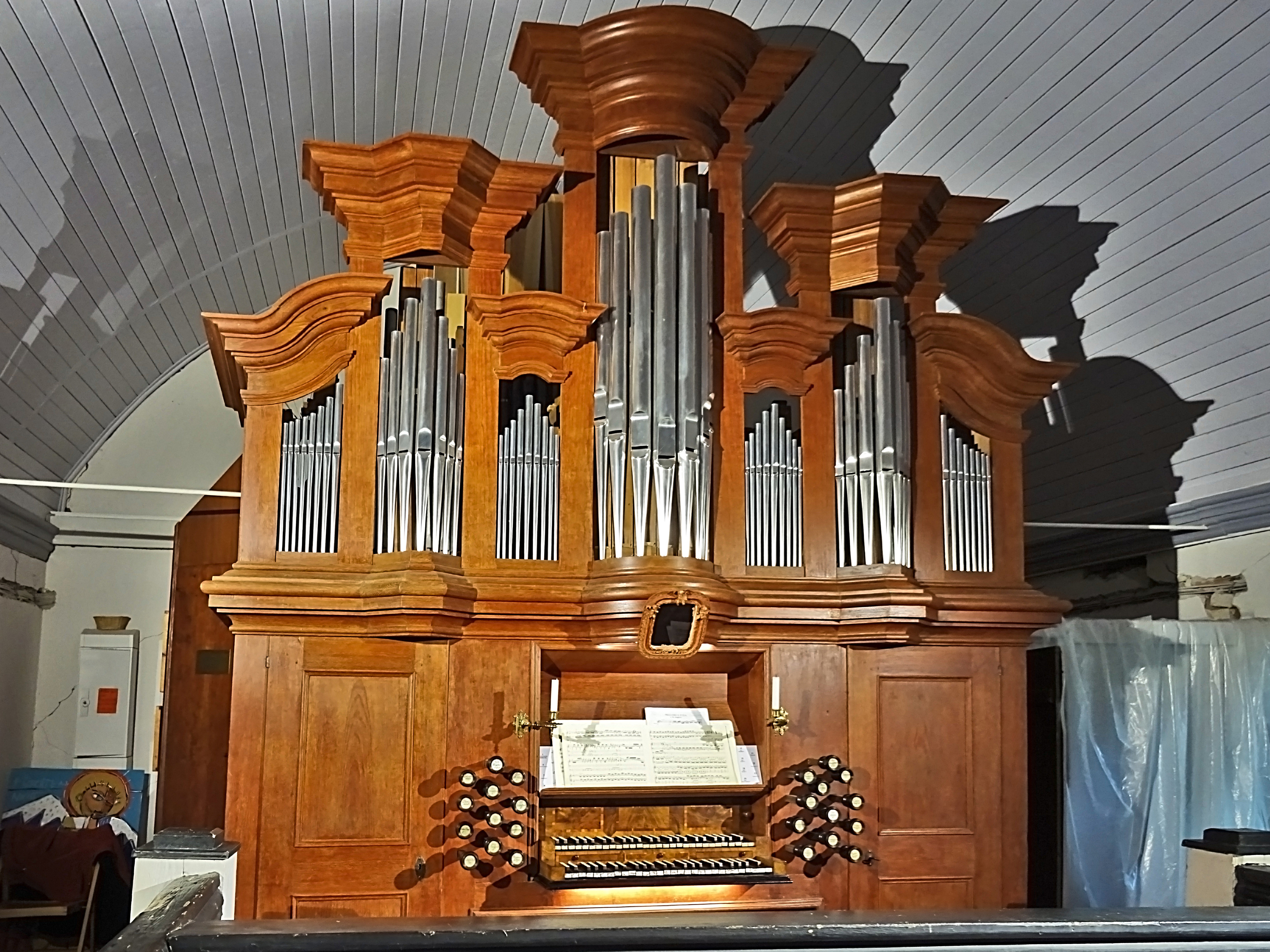
Die Hesse-Orgel

Die Orgel wurde 1798 von dem Orgelbauer Johann Michael Hesse aus Dachwig erbaut. Das Instrument ist durch Wasserschäden in Mitleidenschaft gezogen. Es hat 19 Register auf zwei Manualen und Pedal. Die Trakturen sind mechanisch.
| I Hauptwerk C–d3 |                |    |
| 1.               | Bordun         | 8′ |
| 2.               | Hohlflöte      | 8′ |
| 3.               | Viola di Gamba | 8′ |
| 4.               | Principal      | 4′ |
| 5.               | Nachthorn      | 4′ |
| 6.               | Quinta         | 3′ |
| 7.               | Octave         | 2′ |
| 8.               | Mixtur IV      |    |

| II Oberwerk C–d3 |                 |    |
| 9.               | Quintatön       | 8′ |
| 10.              | Stillgedackt    | 8′ |
| 11.              | Flauto Traverso | 8′ |
| 12.              | Principal       | 4′ |
| 13.              | Flauto Dolce    | 4′ |
| 14.              | Octave          | 2′ |
| 15.              | Sesquialtera II |    |

| Pedal C–c1 |           |     |
| 16.        | Subbaß    | 16′ |
| 17.        | Violonbaß | 16′ |
| 18.        | Oktavbaß  | 8′  |
| 19.        | Posaune   | 16′ |

- Koppeln: II/I, I/P
- Nebenregister: Tremulant